# نيك دارسي
نيك دارسي (بالإنجليزية: Nick D'Arcy)‏ هو سباح أسترالي، ولد في 23 يوليو 1987 في بريزبان في أستراليا.

## روابط خارجية
- نيك دارسي على موقع الاتحاد الدولي للسباحة (الإنجليزية)
- نيك دارسي على موقع SwimRankings.net (الإنجليزية)
- نيك دارسي على موقع أوليمبيديا (الإنجليزية)
- نيك دارسي على موقع اللجنة الأولمبية الأسترالية (الإنجليزية)
- نيك دارسي على موقع اتحاد ألعاب الكومنولث (مؤرشف) (الإنجليزية)